# Sierra Parima (paroisse civile)
Sierra Parima est l'une des quatre paroisses civiles de la municipalité d'Alto Orinoco dans l'État d'Amazonas au Venezuela. Sa capitale est Parimabé. En 2011, sa population s'élève à 3 613 habitants.

## Étymologie
La paroisse civile tire son nom de sa position sur la sierra Parima, massif faisant frontière orientale de l'État d'Amazonas avec le Brésil.

## Géographie

### Démographie
Hormis sa capitale Parimabé, la paroisse civile possède plusieurs localités :
- Acanasimobi-teri
- Aratha
- Ashitowë
- Atajemeña
- Auwei
- Caño Babilla
- El Cerrito
- Guacamaya
- Harurusi
- Hashohethéiapé
- Hassupïwei
- Hiyomitha
- Ihiramawé
- Irokae
- Ironasi
- Jirocaobi-teri
- Kakashiwë
- Karawë
- Kashorawë
- Mahekoto
- Masimaquebi-teri
- Mavaquita
- Maweti
- Mocajuromo-teri
- Niyayogüey-teri
- Noojimateri
- Oketi
- Parimabé
- Pashopëka
- Payara
- Platanal
- Pooshiwë
- Totoropïwei
- Ukushi
- Wakatëopë
- Warapawë
- Witohi
- Yaisibui-teri
- Yariyarigüey-teri
- Yirequemobi-teri